# Kameralamt Neuenstadt
Das Kameralamt Neuenstadt war eine Einrichtung des Königreichs Württemberg, die im Amtsbezirk Besitz und Einkommen des Staates verwaltete. Es bestand von 1806 bis 1922. Bis 1829 befand sich der Amtssitz in Kochendorf und danach in Neuenstadt am Kocher. Das Kameralamt wurde im Rahmen der Neuordnung der Staatsfinanzverwaltung im Königreich Württemberg geschaffen.

## Geschichte
Gemäß einer Verordnung vom Jahr 1808 wurde das Kameralamt Möckmühl aufgelöst und die Orte dieses Kameralbezirks unter den Kameralämtern Schöntal, Gundelsheim und Kochendorf aufgeteilt. 
Im Zuge einer weiteren Verminderung der Kameralämter (Verordnung vom 11. Juni 1819) wurden vom Kameralamt Kochendorf (Neuenstadt) die Orte Bonfeld und Fürfeld an das Kameralamt Heilbronn abgetreten. 
Im Bestreben der Angleichung der Kameralamtsbezirke an die Oberamtsbezirke erfolgte nach einer Verfügung vom 23. September 1839 die Auflösung und Vereinigung des Kameralamts Gundelsheim-Heuchlingen mit dem Kameralamt Neuenstadt. Zur gleichen Zeit trat das Kameralamt Schöntal die Orte Bittelbronn, Jagsthausen, Korb, Möckmühl, Olnhausen, Roigheim, Unterkessach mit der Parzelle Rossach, Widdern mit der Parzelle Reichertshausen, das Kameralamt Öhringen die Orte Kochersteinsfeld und Lampoldshausen an das Kameralamt Neuenstadt ab. Damit waren die Veränderungen im Kameralbezirk Neuenstadt abgeschlossen, er umfasste nun den ganzen Oberamtsbezirk Neckarsulm.